# Saguaro Nemzeti Park
A Saguaro Nemzeti Park az Amerikai Egyesült Államokban terül el, Arizona állam területén. A park területe 370 km². Jellegzetes növénye a park nevét is adó oszlopkaktusz (saguaro).

## Története
A nemzeti parkot 1994. október 14-én alapították. 

## Domborzata, és természet földrajza
A Saguaro Nemzeti Park a Sonora-sivatag része, mely az Egyesült Államok délnyugati részét és Északnyugat-Mexikót borítja. A parkot kívülről a Rinco- és a Nyugati-Tucson-hegység öleli körül.

## Élővilága
A nemzeti park látképét a jellegzetes oszlopkaktusz, a saguaro uralja, amely akár 15 méter magasra is nőhet, tömege meghaladhatja a 10 tonnát és akár 200 évig is elél. A kaktuszok elborítják a völgyet, de a parkot körülvevő Rincon - és Nyugati-Tucson-hegység lejtőin is megtalálhatók. A növényt kétségtelenül hosszú karjai jellemzik.
Április közepétől nagy fehér virágokat hoznak ezek a kaktuszok, az éjszaka közepén, és mielőtt elhervadnak, egy napig maradnak meg. E rövid idő alatt seregnyi nektárevő denevért, madarat és rovart vonzanak, amelyek beporozzák a növényt. A kaktusz ezután maggal teli élénkvörös terméseket hoz. Mind a termés húsát, mind pedig a magokat is fogyasztják a sivatagi állatok. Hogy a legjobb legyen az életben maradás esélye, a kicsírázott oszlopkaktuszoknak szüksége van egy „dajka növény” védő takarására, hogy árnyékot és plusznedvességet adjon nekik. A példányok csupán 75 éves koruk után kezdenek el karokat növeszteni.

## Képgaléria

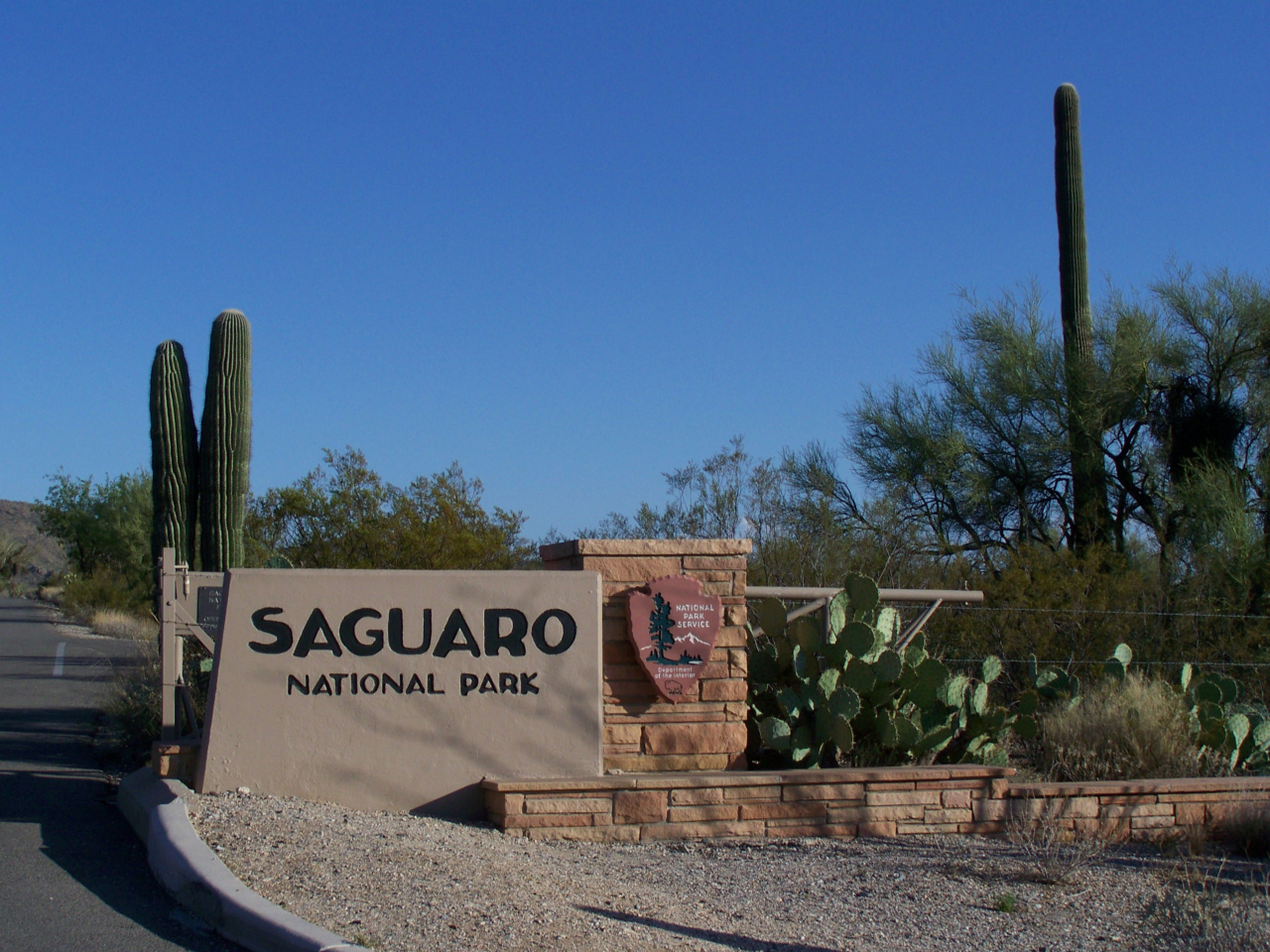
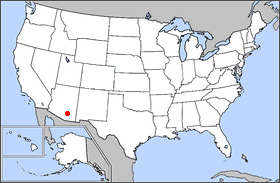
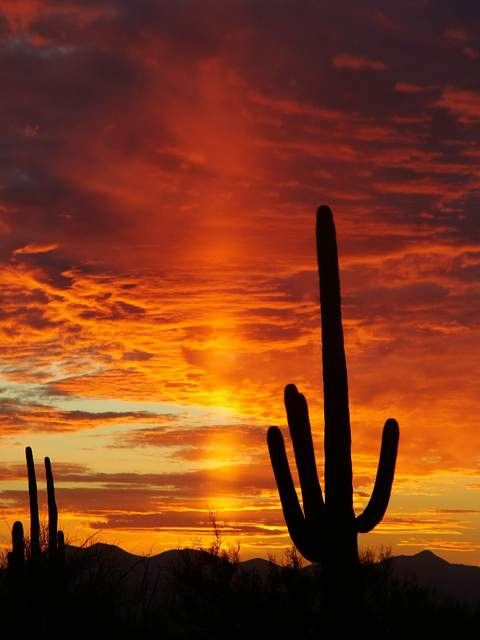
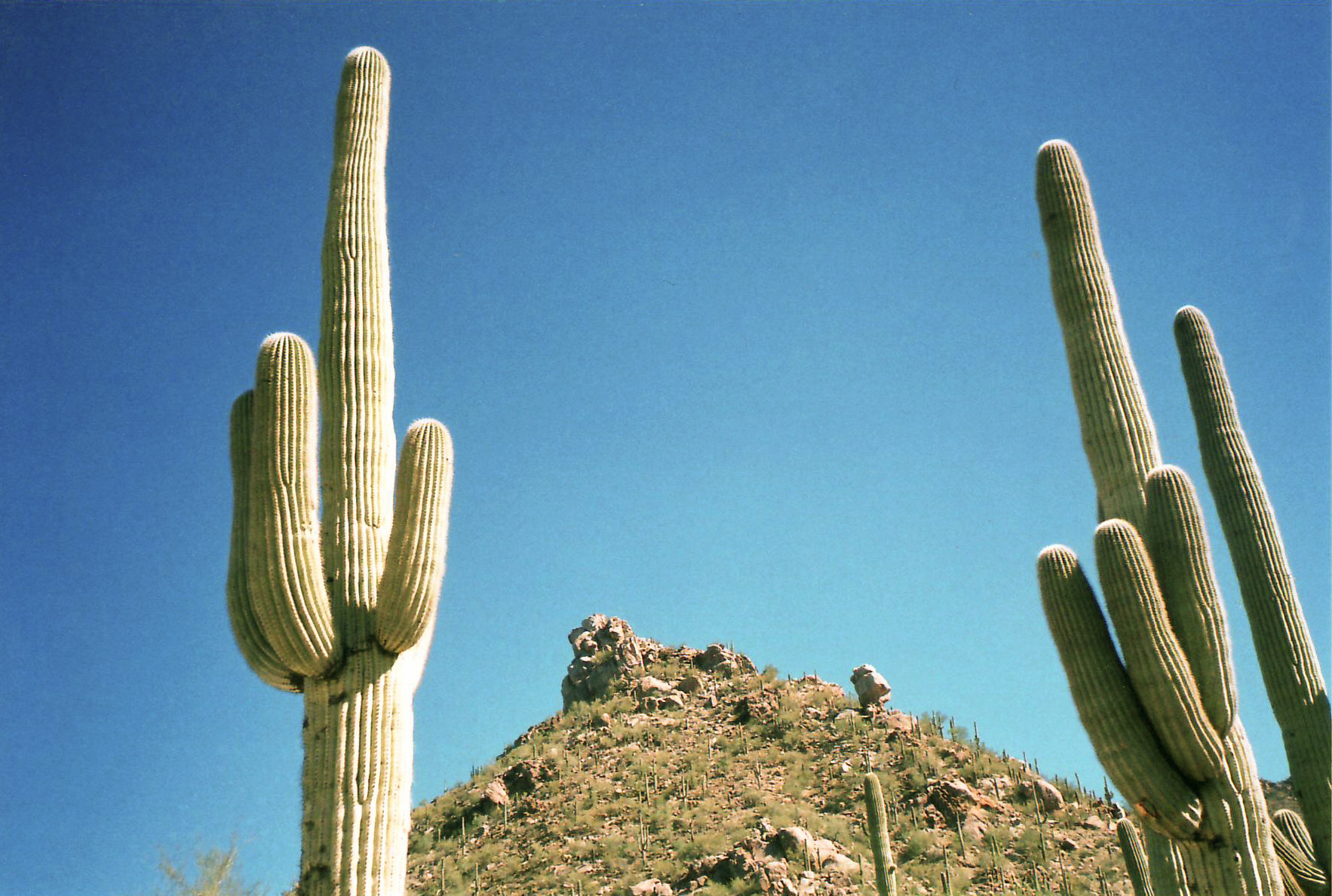
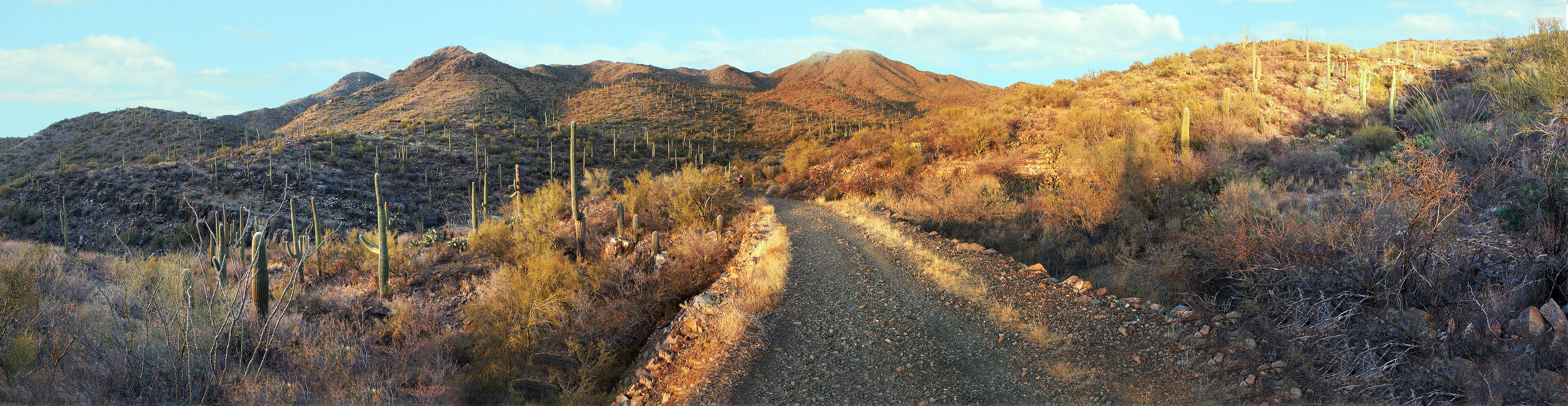

## Turizmus
A Saguaro Nemzeti Park 241 km-nyi különféle turistaúttal büszkélkedhet. Bárhová is vezetnek ezek az ösvények, a fenséges, sokkarú kísérők ott lesznek társul.